# Edward Highmore
Edward Thomas Highmore (* 3. April 1961 in Kingston upon Thames) ist ein britischer Filmschauspieler. 
Highmore absolvierte die Guildford School of Acting. Er ist der Vater des Kinderdarstellers Bertie Highmore und des Schauspielers und ehemaligen Kinderdarstellers Freddie Highmore.

## Filmografie (Auswahl)
- 1985: Die dreibeinigen Herrscher (The Tripods, Fernsehserie, 5 Folgen)
- 1993: Heidi
- 1998: Elizabeth
- 2000: Das 10. Königreich
- 2001: Jagd auf den Schatz der Riesen
- 2002: Ali G Indahouse